# Tilletia acroceratis
Tilletia acroceratis är en svampart som beskrevs av Vánky 2004. Tilletia acroceratis ingår i släktet Tilletia och familjen Tilletiaceae.   Inga underarter finns listade i Catalogue of Life.